# Marina Urbanc
Marina Urbanc, slovenska filmska igralka, * 20. januar 1957, Kranj.

## Življenje in delo
Diplomirala je na Ekonomski fakulteti v Ljubljani. Filmsko kariero je začela pri petnajstih v filmu Ko pride lev Boštjana Hladnika. Za to vlogo je prejela nagrado za najboljšo debitantsko žensko vlogo na festivalu v Nišu. Na istem festivalu je leta 1976 prejela še nagrado za glavno vlogo v Hladnikovem filmu Bele trave. Nastopila je še v dveh Hladnikovih filmih Ubij me nežno in Čas brez pravljic ter filmih Begunec, Let mrtve ptice, Pomladni veter in Erogena cona.

## Filmografija
- Čas brez pravljic (1986, celovečerni igrani film)
- Erogena zona (1981, celovečerni igrani film)
- Ubij me nežno (1979, celovečerni igrani film)
- Bele trave (1976, celovečerni igrani film)
- Pomladni veter (1974, celovečerni igrani film)
- Let mrtve ptice (1973, celovečerni igrani film)
- Begunec (1973, celovečerni igrani film)
- Ko pride lev (1972, celovečerni igrani film)